# São Francisco do Maranhão
São Francisco do Maranhão là một đô thị thuộc bang Maranhão, Brasil. Đô thị này có diện tích 2745,804 km², dân số năm 2007 là 13373 người, mật độ 4,87 người/km².